# Овчинников, Виктор Григорьевич
Ви́ктор Григо́рьевич Овчи́нников — советский спортсмен, лыжник, выступавший на всесоюзном уровне в середине 1950-х годов. На соревнованиях представлял город Свердловск, спортивные общества «Динамо» и «Трудовые резервы», чемпион СССР в беге патрулей на 30 км, мастер спорта СССР по лыжным гонкам (1954). Также известен как тренер лыжников, личный тренер олимпийской чемпионки Зинаиды Амосовой, заслуженный тренер РСФСР.

## Биография
Серьёзно заниматься лыжным спортом Виктор Овчинников начал в городе Свердловске, состоял в свердловском областном совете физкультурно-спортивного общества «Динамо».
Первого серьёзного успеха на всесоюзном уровне добился в сезоне 1954 года, когда вошёл в основной состав динамовской сборной по лыжным гонкам и благодаря череде удачных выступлений удостоился права защищать честь спортивного общества на чемпионате СССР в Златоусте. Совместно с партнёрами по команде Алексеем Костылёвым, Владимиром Фоминым и Дмитрием Соколовым они обошли всех своих соперников в беге патрулей на 30 км и завоевали тем самым золотые медали. В том числе они обогнали команду Советской Армии, в которой состояли такие титулованные лыжники как Пётр Володин и Виктор Бутаков. За это выдающееся достижение по итогам сезона Виктор Овчинников был удостоен почётного звания «Мастер спорта СССР» по лыжным гонкам.
Впоследствии Овчинников перешёл в центральный совет добровольного спортивного общества «Трудовые резервы» и продолжил принимать участие в крупнейших всесоюзных соревнованиях в составе новой команды. Так, в 1956 году он представлял сборную «Трудовых резервов» на чемпионате СССР в Свердловске, откуда привёз награду бронзового достоинства, выигранную в зачёте тридцатикилометрового патрульного бега совместно с одноклубниками Анатолием Тюльпановым, Аркадием Валовым и Иваном Быскупом — на лыжне их обошли только команды из «Динамо» и ЦСК МО.
После окончания спортивной карьеры Виктор Овчинников занялся тренерской деятельностью, как тренер-преподаватель подготовил многих талантливых спортсменов, побеждавших на соревнованиях различного уровня. Одна из самых известных его учениц — заслуженный мастер спорта Зинаида Амосова, олимпийская чемпионка 1976 года, двукратная чемпионка мира, 9-кратная чемпионка СССР. За плодотворную тренерскую работу удостоен звания «Заслуженный тренер РСФСР» по лыжным гонкам.
Награждён нагрудным знаком «Отличник физической культуры и спорта».